# Deflagracja
Deflagracja (łac. deflagratio de- 'z, od, wy-' i flagrare 'płonąć') – rodzaj stosunkowo powolnego rozkładu materiałów wybuchowych, który rozprzestrzenia się z prędkością znacznie mniejszą niż prędkość dźwięku w tym materiale. Jest jednym z dwóch – obok detonacji – możliwych typów eksplozji materiałów wybuchowych i gazów palnych.
Deflagracja zachodzi powierzchniowo i w sposób jednostajny, jej siłą napędową jest generowane ciepło, a szybkość procesu jest zależna od przewodności cieplnej materiału. Kierunek rozprzestrzeniania się produktów reakcji jest przeciwny do kierunku propagacji reakcji (podczas detonacji kierunki te są zgodne). Deflagracja materiału wybuchowego zachodzi znacznie gwałtowniej od spalania zwykłego materiału palnego, towarzyszy jej płomień lub iskry oraz wyraźne efekty dźwiękowe. Stanowi podstawową przemianę wybuchową materiałów wybuchowych miotających (prochów). Może przebiegać bez obecności powietrza.
Mechanizm deflagracji polega na przekazywaniu energii termicznej poprzez promieniowanie i przewodzenie ciepła od warstwy, w której zachodzi utlenianie do dalszych warstw. Przekazywana energia wywołuje reakcję w kolejnych warstwach materiału. Przyjmuje się, że spalanie prochów bezdymnych podlega tzw. geometrycznemu  prawu spalania, według którego ziarna materiału wybuchowego miotającego spalają się równoległymi warstwami w głąb ziaren z jednakową szybkością przemieszczania płomienia zwaną liniową prędkością spalania. Wybuch przebiegający według mechanizmu deflagracji bywa nazywany wybuchem właściwym.
Deflagracja w odpowiednich warunkach, głównie poprzez wzrost ciśnienia przez nią wywołanego, może przechodzić w detonację (tzw. DDT, z ang. deflagration-to-detonation transition). Dlatego w instalacjach zagrożonych wybuchem stosuje się elementy umożliwiające obniżenie ciśnienia wywołanego deflagracją. Wysokie ciśnienie jest zwykle efektem prowadzenia deflagracji w układzie zamkniętym.
Zwykłe spalanie jest procesem przebiegającym z prędkością propagacji rzędu mm/s, dla deflagracji są to m/s, a dla detonacji – km/s. Po osiągnięciu prędkości propagacji >1000 m/s deflagracja przechodzi w tzw. detonację niskiego rzędu, a przy prędkości >5000 m/s detonacja określana jest jako wysokiego rzędu. Przejściu deflagracji w detonację towarzyszy zmiana mechanizmu: z procesu napędzanego przez ciepło na napędzany przez falę uderzeniową.
Niektóre materiały mogą rozkładać się zarówno przez deflagrację, jak i detonację, co uzależnione jest w znacznej mierze od sposobu inicjacji procesu. Istotny jest również skład mieszanin i warunki reakcji, np. w wypadku mieszanin wodoru z utleniaczami (tlen, chlor, fluor i in.) reakcja może zachodzić jako spalanie, deflagracja lub detonacja.
Miotające materiały wybuchowe ulegają spalaniu przez deflagrację. Ze względu na małą szybkość, deflagracja (w przeciwieństwie do detonacji) może inicjować zapłon mieszanin powietrza z pyłami i gazami palnymi. Z tej przyczyny materiały wybuchowe używane w kopalniach są zaprojektowane tak, aby nie dopuścić do ich rozkładu poprzez deflagrację.